# Göteborgs garnison
Göteborgs garnison är en garnison inom Försvarsmakten som verkat i olika former sedan 1621. Garnisonen ligger på Göta Älvsgatan vid Käringberget i Göteborg.

## Historik
Garnisonens historia sträcker sig tillbaka till Göteborgs fästning på 1600-talet, där bland annat vallgraven i staden och Bastionen Carolus Undecimus Rex (vilken tillsammans med Otterhälleverken är den enda kvarvarande delen av fästningen ovan jord) ingick. Under 1600-talet uppfördes även Skansen Kronan, Nya Älvsborgs fästning, Kronhuset och Skansen Lejonet.
På 1620-talet infördes borgarbeväpning i staden och Göteborgs borgerskaps militärkårer bildades, ett förband som sedan verkade fram till 1793. 1721 sattes Garnisonsregementet i Göteborg upp som verkade i staden fram till 1801, då det gick upp i Göta artilleriregemente. Stadens soldater låg från 1799 till 1895 i Borgerskapets kasern som byggdes vid dagens Kaserntorget innan man 1895 flyttade till det då nybyggda Kvibergs kaserner.
Befälet över Göteborgs garnison låg hos Överkommendanten som var lägst generalmajor. Staden hade även en kommendant, en titel som fortfarande används om Garnisonschefen i staden.
Själva Göteborgs garnisons historia kan sägas börja genom försvarsreformen 1901. Då frångick man de gamla mötesplatserna och påbörjade en kasernering av förbanden. Benämningen garnison har använts inom Försvarsmakten under 1990-talet och framåt. Den innebär att flera förband har samlokaliserats för att åstadkomma ekonomiska besparingar inom Försvarsmakten.
Den 1 oktober 2021 återetablerades Älvsborgs amfibieregemente genom en ceremoni, där bland annat Kronprinsessan Victoria, försvarsminister Peter Hultqvist och överbefälhavaren Micael Bydén närvarade och där Kronprinsessan Victoria förklarade regementet återupprättat. Klockan 12.00 överlämnade överbefälhavaren befälet över Älvsborgs amfibieregemente till dess nye chef överste Fredrik Herlitz. I samband med återetableringen övertog regementet garnisonschefskapet över Göteborgs garnison från Försvarsmedicincentrum, något som i praktiken innebar att Älvsborgs amfibieregemente från dag ett innefattade nära 600 medarbetare och 300 värnpliktiga. Officiellt blev därmed översten och chefen för regementet Kommendant i Göteborg.

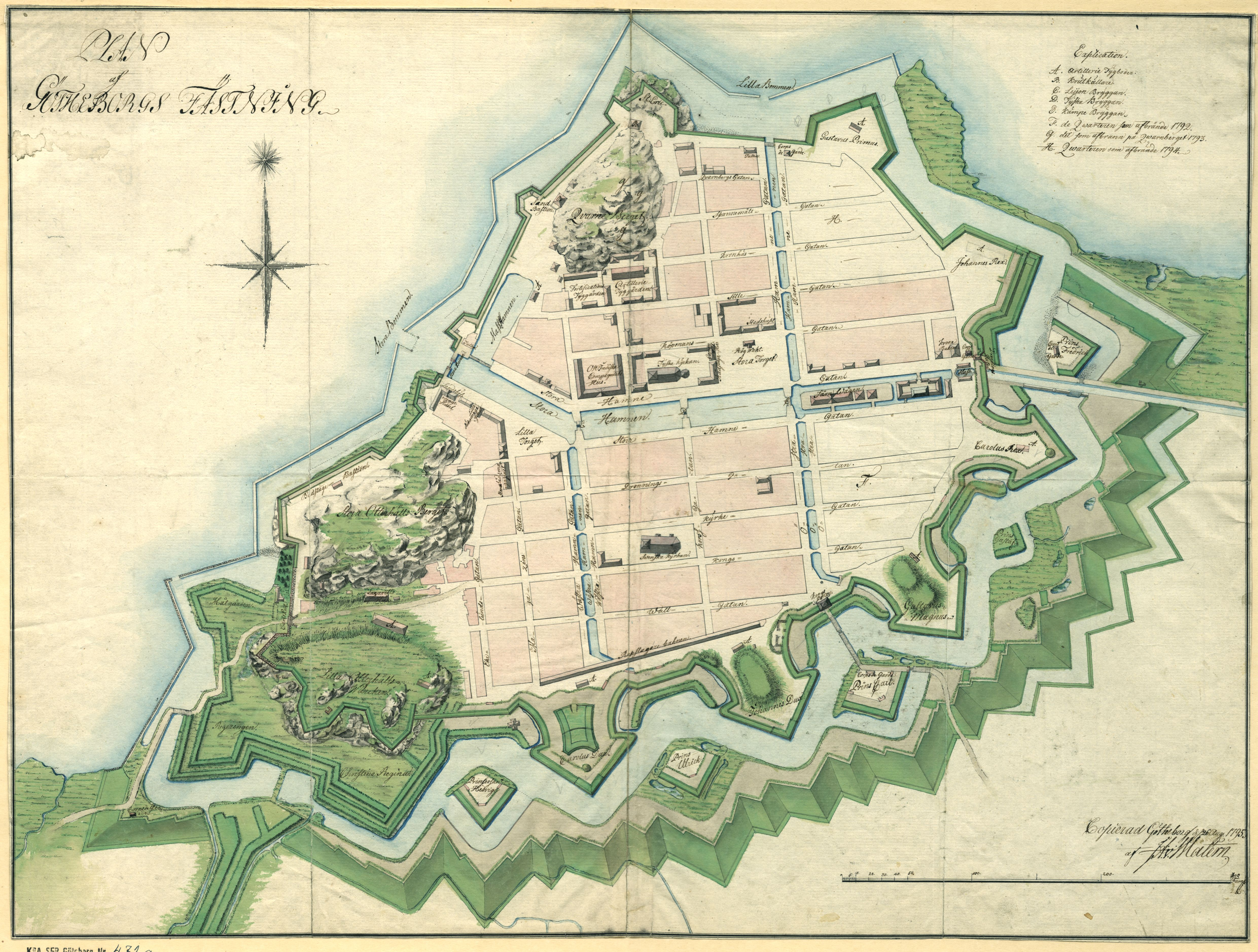
Göteborgs befästningar (1795)
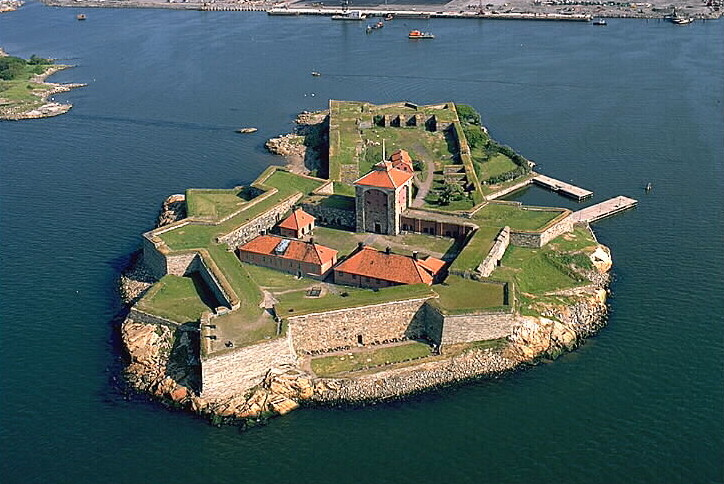
Nya Älvsborg
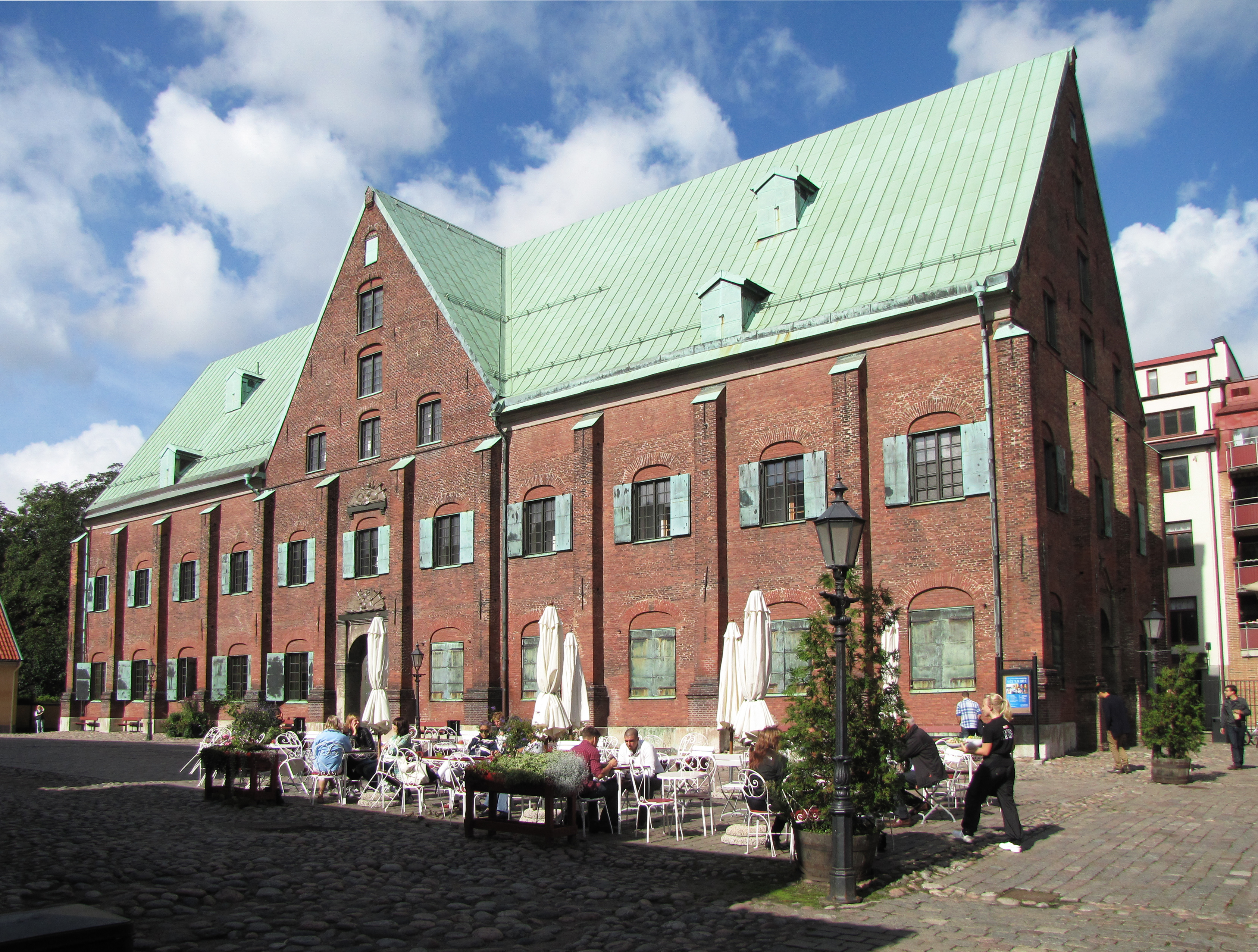
Kronhuset
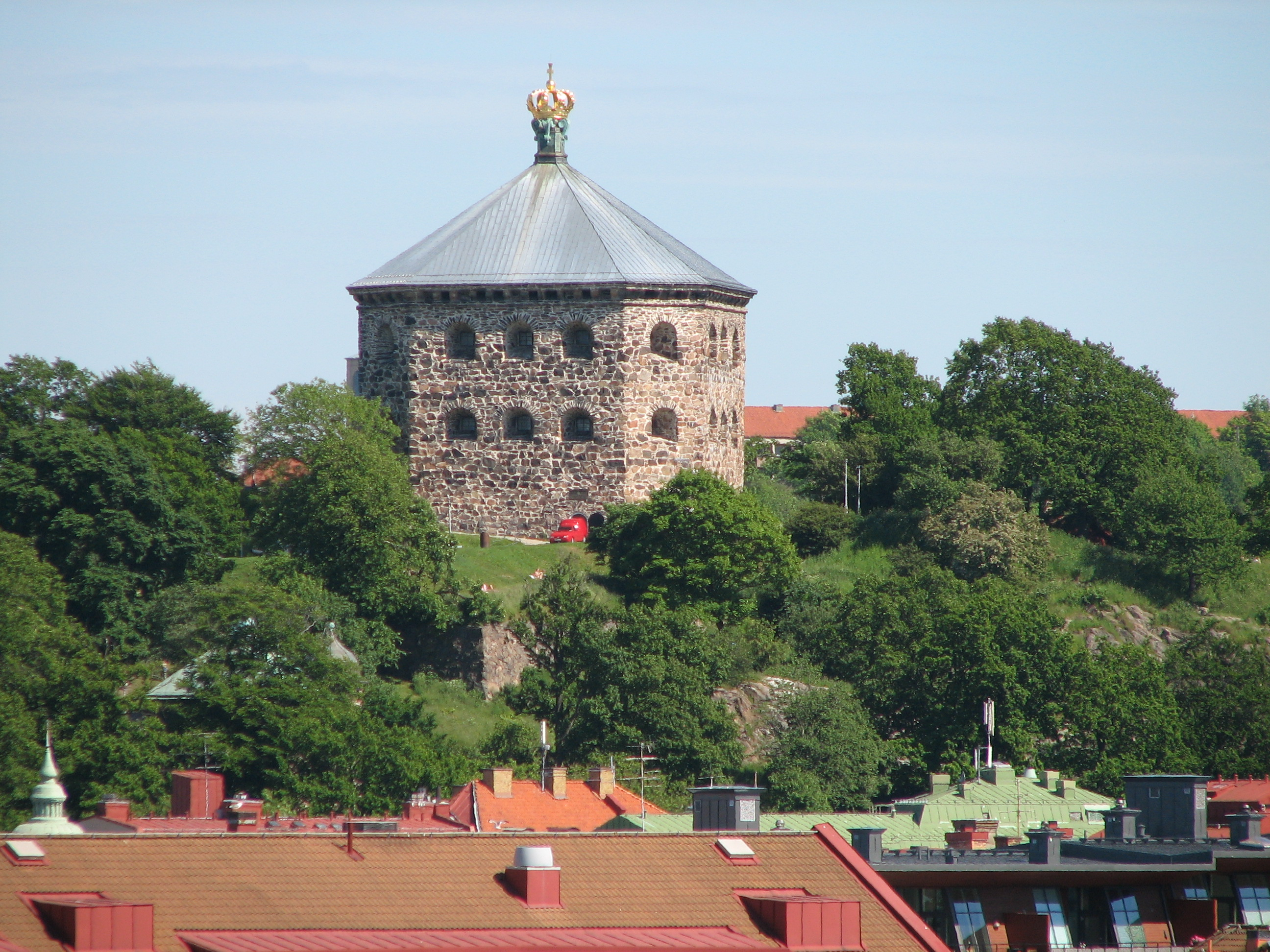
Skansen Kronan
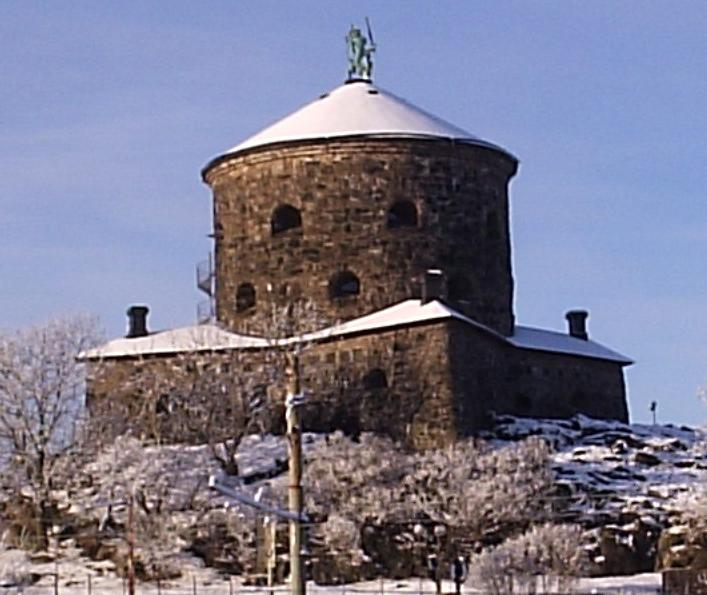
Skansen Lejonet
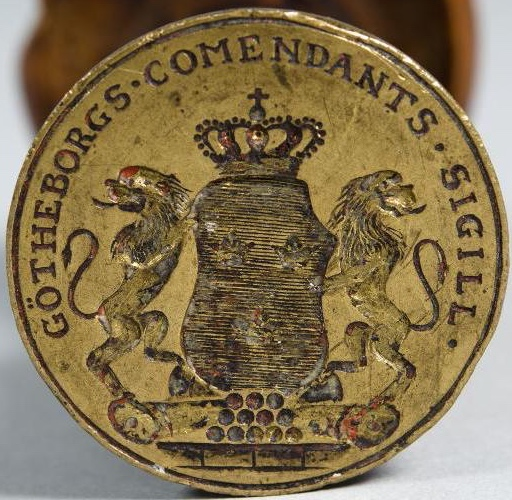
Göteborgs kommendants sigill (1700-tal)

## Göta Älvsgatan
År 1942 påbörjades byggnationen av ett nytt område i Västra Frölunda, som skulle bli hemvist på Västkusten för det unga vapenslaget Kustartilleriet. Tidigare fanns ett detachement ur Karlskrona kustartilleriregemente förlagt till Älvsborgs fästning. Den 1 juli uppsattes Älvsborgs kustartilleriregemente. Totalt på området uppfördes ett 80-tal byggnader. Etablissemanget är idag det enda kvarvarande militära området inom tätorten Göteborg. Idag återfinns här olika detachement från andra förband samt Försvarsmedicincentrum. Där finns både militära och civila enheter som har ett väldigt väl uppbyggt samarbete. Området är inhägnat samt klassat som ett militärt skyddsobjekt. Anläggningen förvaltas av Fortifikationsverket och hyrs av Försvarsmakten tillsammans med civila myndigheter.
| Försvarsmakten Göteborg garnison | Civila myndigheter                           |
| --- | -------------------------------------------- |
| FömedC - Försvarsmedicincentrum, 2005 - Organisationen inom Försvarsmakten som är ansvariga för försvarsmedicin. FömedC utbildar även de två sjukhuskompanierna inom Göteborg garnison.                                          | Kustbevakningen                              |
| Västra militärregionen (MR V) - EBG - Elfsborgsgruppen, 2005 - Utbildar och stödjer Hemvärnet - de nationella skyddstyrkorna och frivilligorganisationer i Göteborg och före detta Älvsborgs län. -Samverkanssektionen Göteborg. | Polismyndigheten (används som övningsområde) |
| Amf 4 - Älvsborgs amfibieregemente, 2021– | Fortifikationsverket                         |
| Detachement ur Marinbasen: Sjöinformationskompani Väst | Räddningstjänsten storgöteborg               |
| Lokalplaneringsenhet Syd | Sjöfartsverket Sjö och flygräddningscentral  |
| delar ur Försvarsmaktens logistik Ger stöd och service till de andra förbanden. |                                              |
| |                                              |

## Högsbo

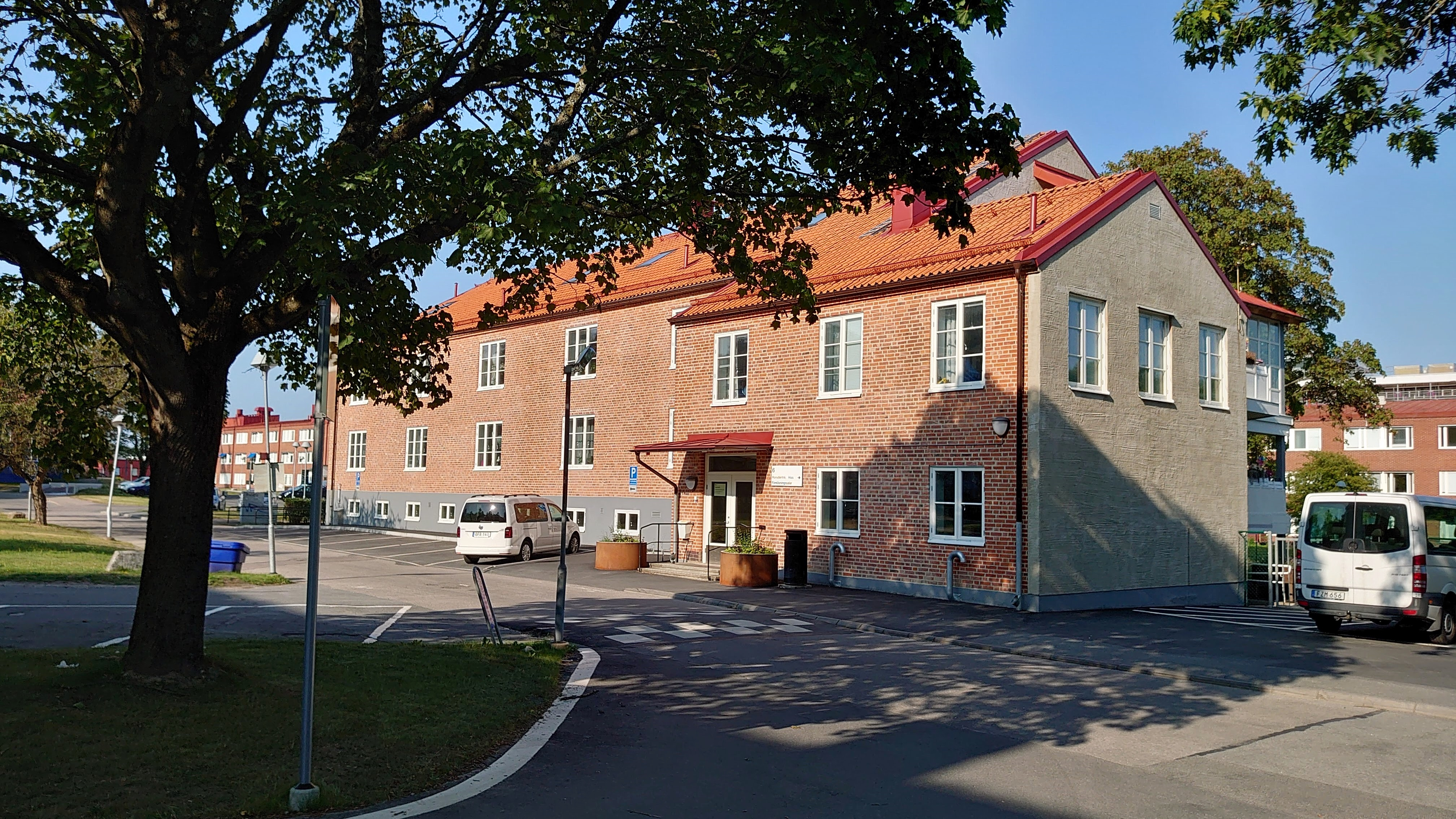
Förläggningskasern i Högsbo.

I början av 1940-talet uppfördes ett nytt kasernetablissement till Göteborgs luftvärnskår. Luftvärnskåren flyttade in hösten 1944 och den 21 oktober 1945 hölls en ceremoni över inflyttningen. Kasernetablissementet uppfördes på Buas marker och gårdens mangårdsbyggnad, från 1800-talet, lämnades kvar som officersmäss. I övrigt uppfördes kasernetablissementet efter den typritningsserie som gällde på 1940-talet, det vill säga förläggningskasernerna uppfördes som kompanikaserner i två våningar samt vindsvåning med vård och lektionssalar i källarvåningen, samt med en två våningsflygelbyggnad. Den 1 april 1962 flyttade kåren till Kvibergs kaserner, där man övertog kasernetablissementet från avvecklade Göta artilleriregemente. År 1964 övertogs kasernetablissementet av landstinget som inrättade Högsbo sjukhus samt Frölundagymnasiet. Officersmässen blev högstadieskola och övertogs av Kronängsskolan. Luftvärnskårens skjutbana i Änggården används i dag av flera idrottsföreningar.

## Kviberg

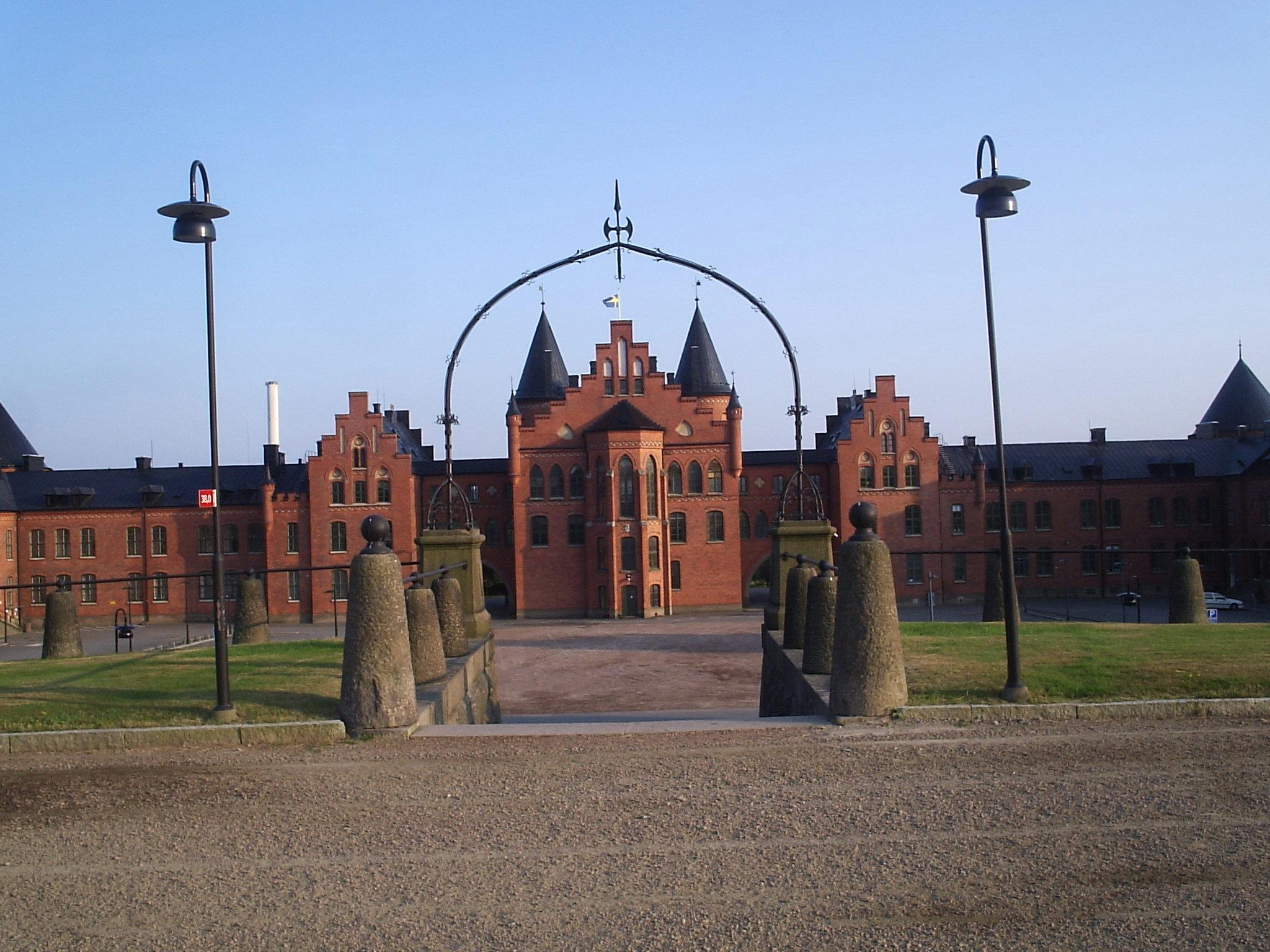
Utsikt från övre plan över kaserngården vid Kvibergs kaserner i Göteborg.

Kvibergs kaserner har sin bakgrund till 1895 då bygget av ett nytt område ämnat för artilleriet på Kvibergsvägen i Göteborg påbörjades. Etablissemanget uppfördes efter 1892 års härordnings byggnadsprogram. Totalt ingick elva etablissemang i programmet, vilka uppfördes individuellt. Etablissemanget i Kviberg har historisk arkitektur som erinrar om baltisk tegelgotik. Totalt uppfördes ett 50-tal byggnader inom området. Den 1 oktober 1895 flyttade Göta artilleriregemente (A 2) in på området. I början av 1950-talet anpassades området genom nya fordonshallar då regementet motoriserades 1951. I samband med 1958 års försvarsbeslut kom regementet att avvecklas den 31 mars 1962. Området kvarstod dock som militärt då Göteborgs luftvärnskår (Lv 6) omlokaliserades från Högsbo till området. Till Göteborgs luftvärnskår, som den 1 juli 1962 omorganiserades till regemente med nya namnet Göta luftvärnsregemente, knöts en rad olika funktionsförband. Kviberg kom med detta att bli centrum för större delen av luftvärnet i Sverige.  Genom försvarsutredning 1988 uppgick samtliga funktionsskolor inom varje truppslag i ett centrum. För luftvärnet betydde detta att dess funktionsskolor uppgick 1991 i Arméns luftvärnscentrum (LvC), Arméns luftvärnscentrum hade dock sin stab i Norrtälje. I samband med att området skulle lämnas genom försvarsbeslutet 1992, flyttades Göta luftvärnsregemente till Halmstad och ingående enheter i Arméns luftvärnscentrum till Norrtälje, frånsett Luftvärnets tekniska skola (LvTS) vilken omlokaliserades till Östersund och uppgick i Arméns tekniska skola (ATS). Efter att det sista förbandet flyttade ifrån området, sålde Fortifikationsverket området till Göteborgs kommun 1995.

## Känsö
Känsö är en ö i Göteborgs södra skärgård, vilken bland annat används av Försvarsmedicincentrum och Amf 4 för övningar.

## Nya varvet

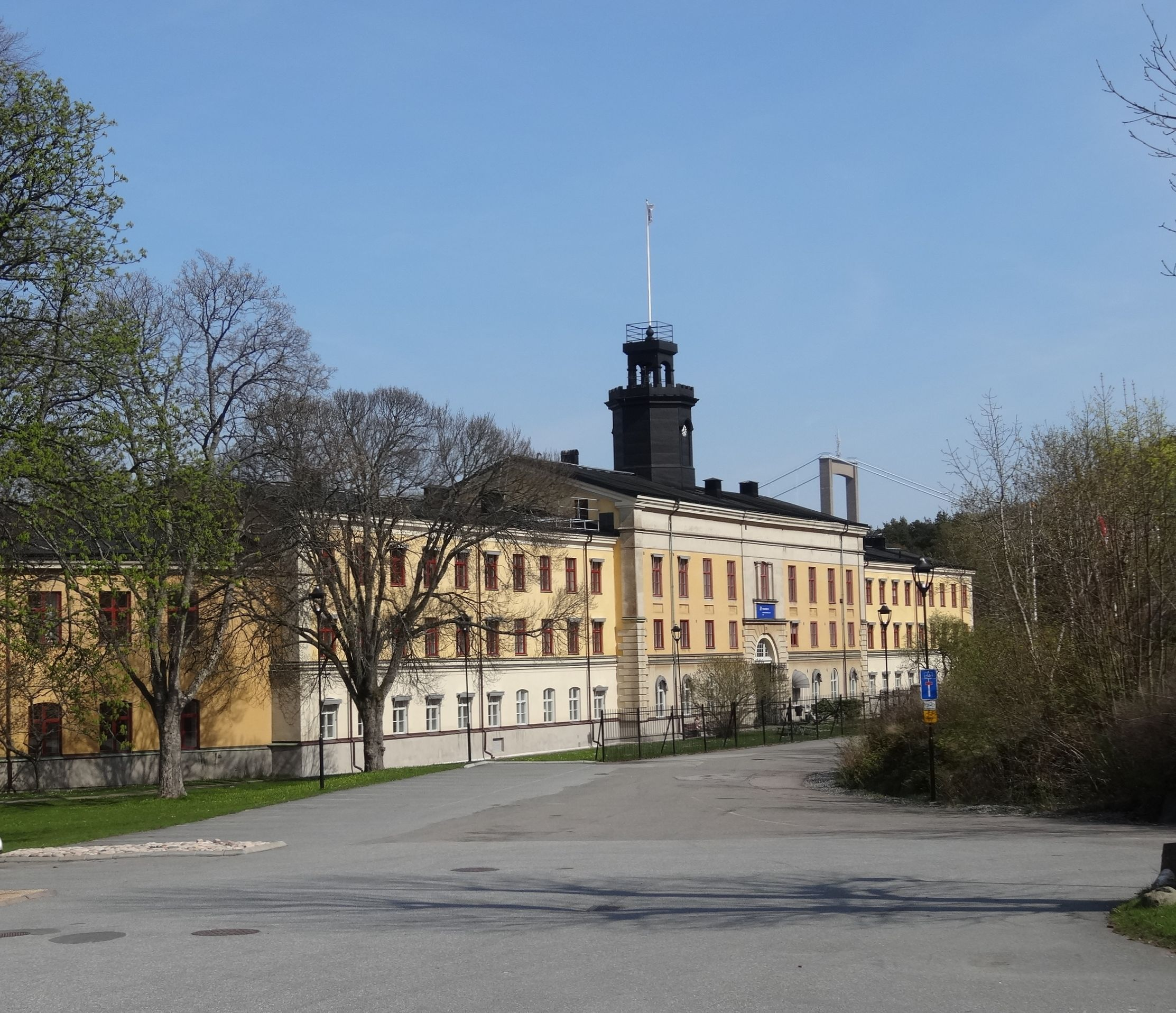
Byggnad 25 "Gamla kanslihuset", på Nya varvet i Göteborg.

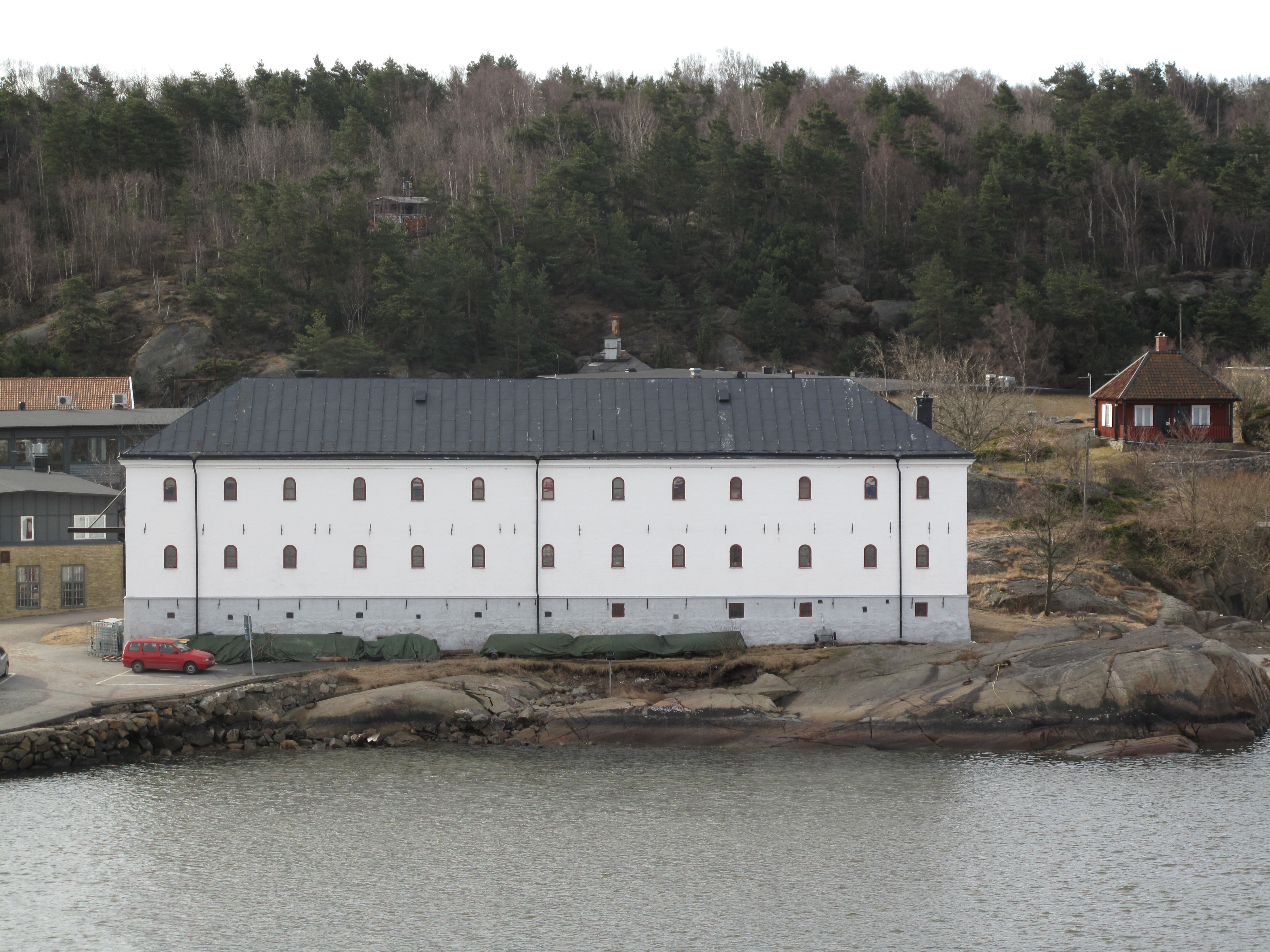
"Vita gaveln" vid Nya varvet, inventariekammare uppförd 1754

Nya varvet kom till genom att Karl XII beslöt 1699 att en ny örlogsbas skulle anläggas i staden. Örlogsbasen byggdes åren 1700–1823. År 1986 upphörde den militära verksamheten och området såldes till olika privata företag. Inom området finns en rad olika kulturhistoriska byggnader, som Ankarhuset, officersmässen Nobis och Fredrik Bloms kanslihus.

## Sisjöns skjutfält
Sisjöns skjutfält är ett övningsområde som används exempelvis för stridsövningar. Polisen har även utnyttjat området för övningar. Området ligger i Mölndals kommun men granne till Sisjön i Göteborg.

## Säve

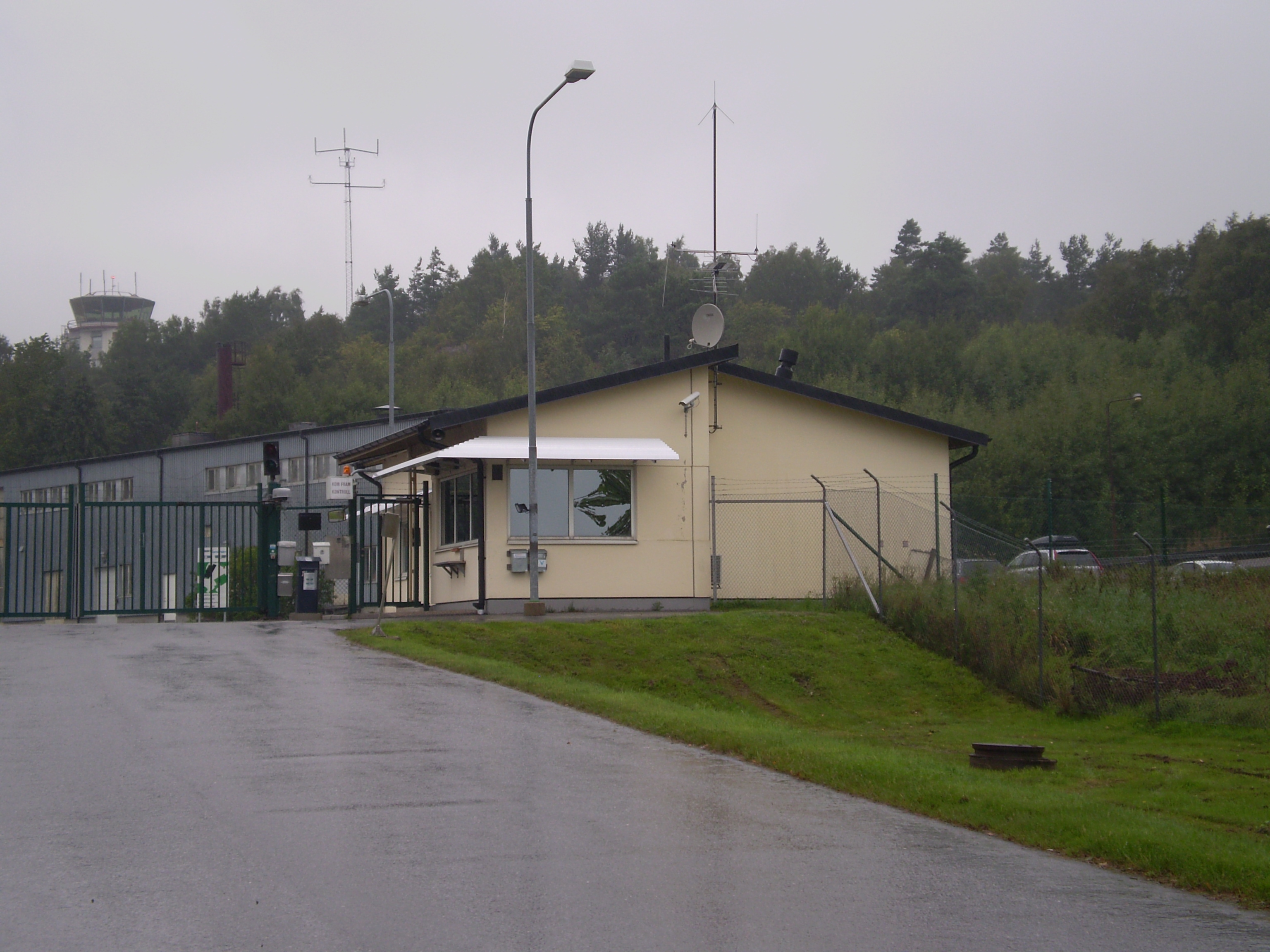
Före detta vaktkasernen vid Säve depå med flygledartornet i bakgrunden.

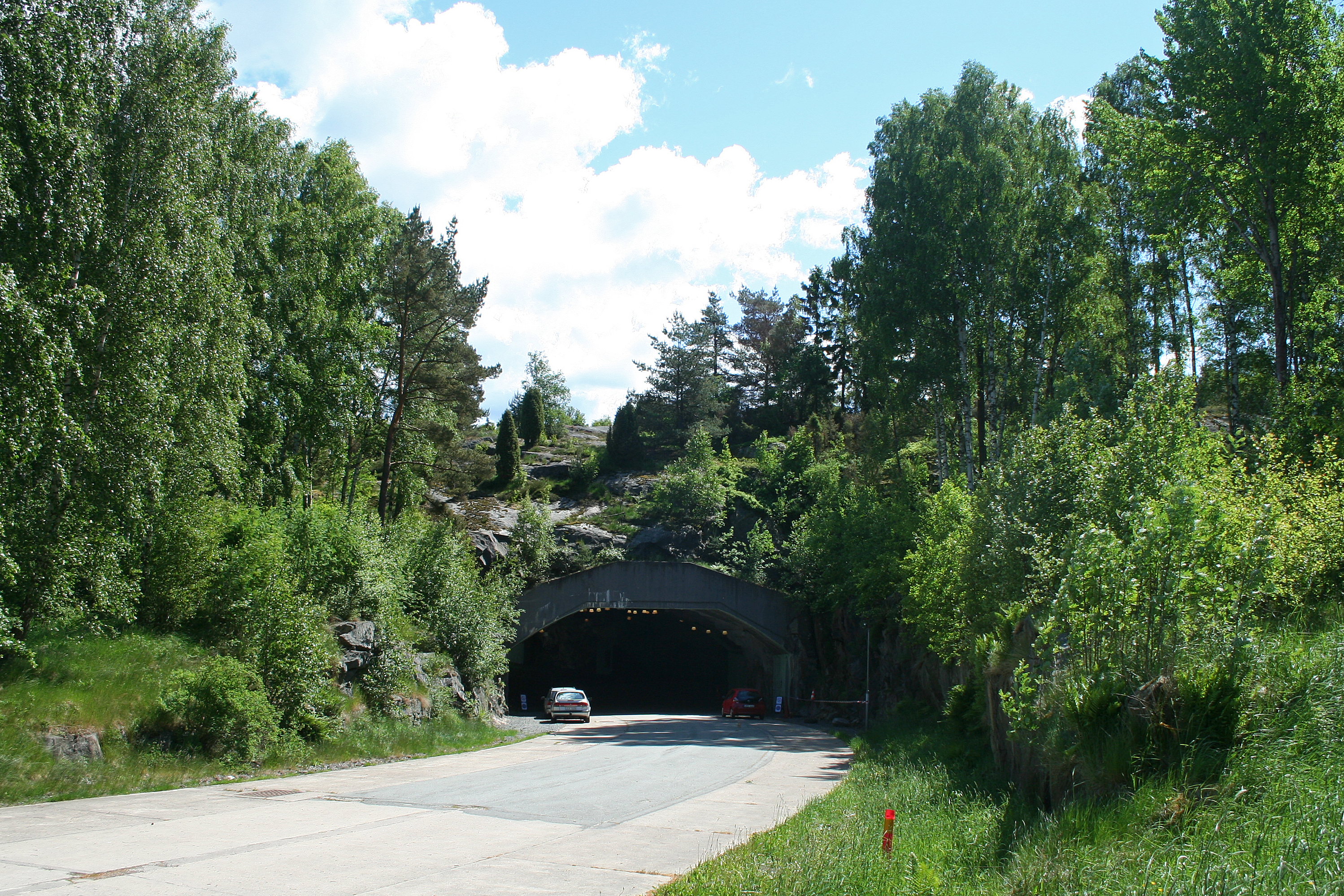
Västra infarten till nya berget.

Säve depå uppfördes efter Tysklands anfall mot Danmark och Norge under andra världskriget då det beslutades det att uppföra en flottilj i anslutning till Göteborg. Byggnadsprojektet hade till en början ej något fast byggnadsprogram med anledningen av brådskan i den svenska mobiliseringen. De första byggnaderna utgjordes av fältbaracker. Området blev först i Sverige med att få en berghangar vilken stod färdig 1942. Totalt uppfördes ett 60-tal byggnader. År 1969 avvecklades flygflottiljen och in på området flyttade Värnpliktskontoret som fanns där fram till 1988. Fram till och med januari 2015 var området en fungerande flygplats med reguljära flyglinjer med namnet Göteborg City Airport. Idag finns det kvar en skjutbana som fortfarande används av Försvarsmakten.